# マッシモ・カッチャーリ

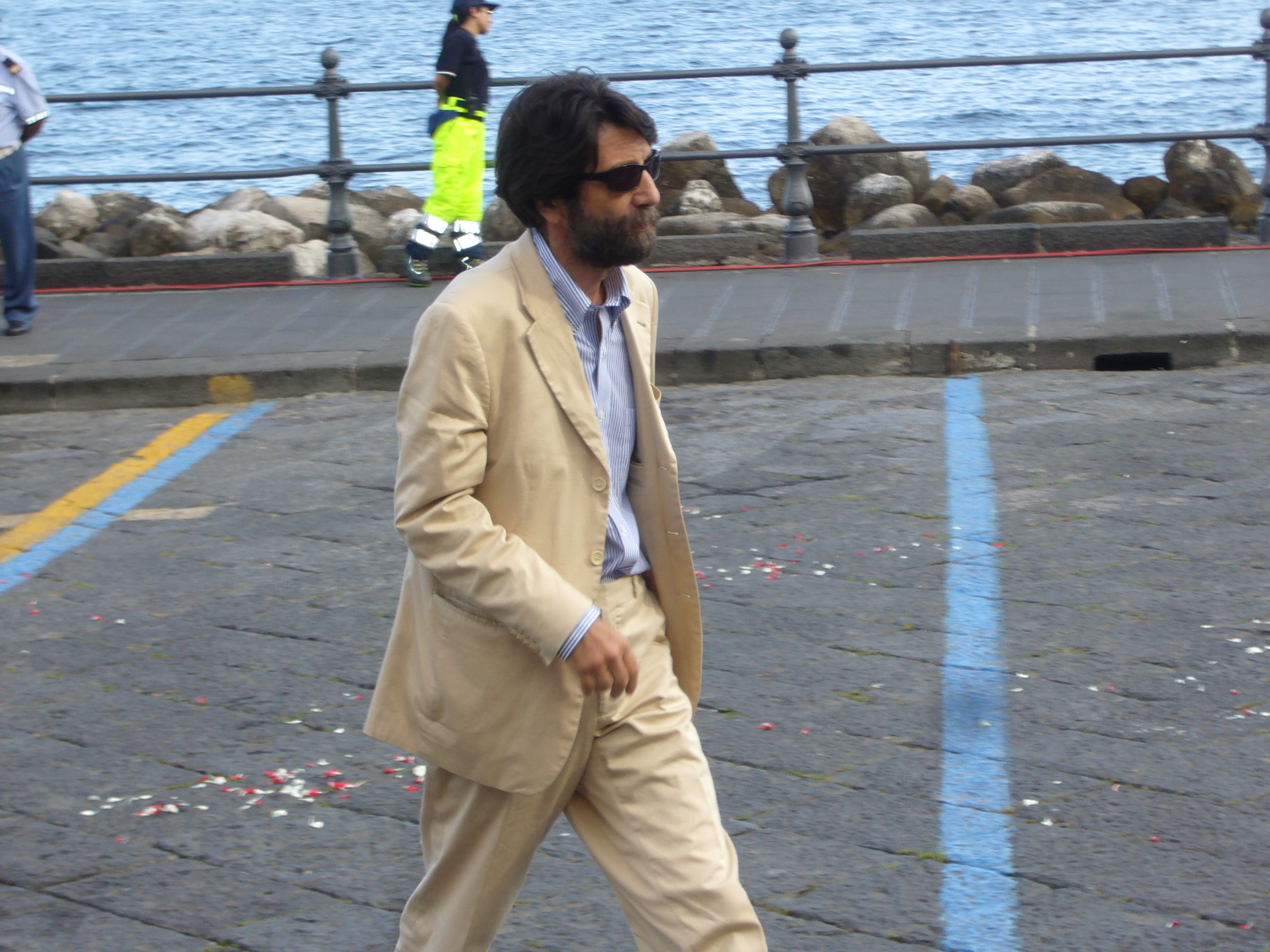
Massimo Cacciari, 2008 in Amalfi

マッシモ・カッチャーリ（Massimo Cacciari, 1944年6月5日 - ）は、イタリアの哲学者、美学者、政治家。元ヴェネツィア市長。元下院議員。
ヴェネツィアに生まれる。パドヴァ大学にて、カント『判断力批判』についての論文で哲学の学位を得たほか、セルジョ・ベッティーニに美学と美術史を、カルロ・ディアーノにギリシア哲学を学ぶ。ヴェネツィア建築大学教授（美学）等を経て、現在はサン・ラッファエーレ生命健康大学教授（美学）。政治家としては、下院議員（1976年－1983年）、ヴェネツィア市長（1993年－2000年、2005年－2010年）をつとめる。
カッチャーリは、ベンヤミン、ハイデッガー、そしてニーチェの影響下で思想を形成。初期はアントニオ・ネグリに影響を受けたマルクス主義者だったが、1970年代にネグリと決裂し、現在はネグリの生政治論に対する批判の急先鋒に立つ。カッチャーリが1970年代から1980年代にかけて提起した「否定の思考」は、同時期に台頭してきたジャンニ・ヴァッティモの「弱い思考」の対抗勢力として、当時のイタリア思想界を二分するほどの影響力を持った。その後「共同体」や「他者」といった問題系についての思索を深めていき、現在もなおイタリア思想界に大きな影響を与え続けている。
政治家としてのカッチャーリは、ヨーロッパ統合へ向けての一元化のイデオロギーを批判し、真のヨーロッパ統合は統合なき統合、「多島海」としてのヨーロッパであると唱えている。
また、マンフレート・タフーリやヴィットーリオ・グレゴッティらの建築史家との実り多い共同研究をおこなっているほか、ヴェネツィアの作曲家ルイジ・ノーノとともにオペラの制作もしている。

## 著作
- 『メトロポリス』　Metropolis (1973)
- 『オイコス』　Oikos (1975)
- 『危機』　Krisis (1976)
- 『否定の思考と合理化』　Pensiero negativo e razionalizzazione (1977)
- 『政治の批判と弁証法』　Dialettica e critica del politico (1976)
- 『ヴァルター・ラーテナウとその環境』　Walter Rathenau e il suo ambiente (1979)
- 『時の決断性』　Crucialità del tempo (1980)
- 『シュタインホーフから』　Dallo Steinhof (1980)　
  - 『死後に生きる者たち―― 〈オーストリアの終焉〉前後のウィーン展望』（上村忠男訳、みすず書房、2013年）
- 『アドルフ・ロースとその天使』　Adolph Loos e il suo angelo (1980/2002)
- 『法のイコン』　Icone della Legge (1985)
- 『必要なる天使』　Angelo necessario (1986/1992)　（柱本元彦訳、人文書院、2002年）
- 『実践のかたち』　Le forme del fare (1989)
- 『はじまりについて』　Dell’inizio (1990)
- 『ヨーロッパの地＝哲学』　Geo-filosofia dell’Europa (1994)
- 『多島海』　L’Arcipelago (1997)
- 『究極的なものについて』　Della cosa ultima (2004)
- 『抑止する力―政治神学論』　Il potere che frena: Saggio di teologia politica（2013）（上村忠男訳、月曜社、2016年）
- 『ヨーロッパの地理哲学』（上村忠男訳、講談社選書メチエ、2025年）